# Café Koralle
Das Café Koralle war ein bekanntes Kaffeehaus im 9. Wiener Gemeindebezirk, das sich in dem von Hugo Mandeltort geplanten Haus Porzellangasse 39-43 befand und aus einem 400 m² großen Ecklokal und der 250 m² großen Koralle Tanz-Bar im Souterrain sowie einer 70 m² großen Sommer-Terrasse („Schanigarten“) bestand.

## Geschichte

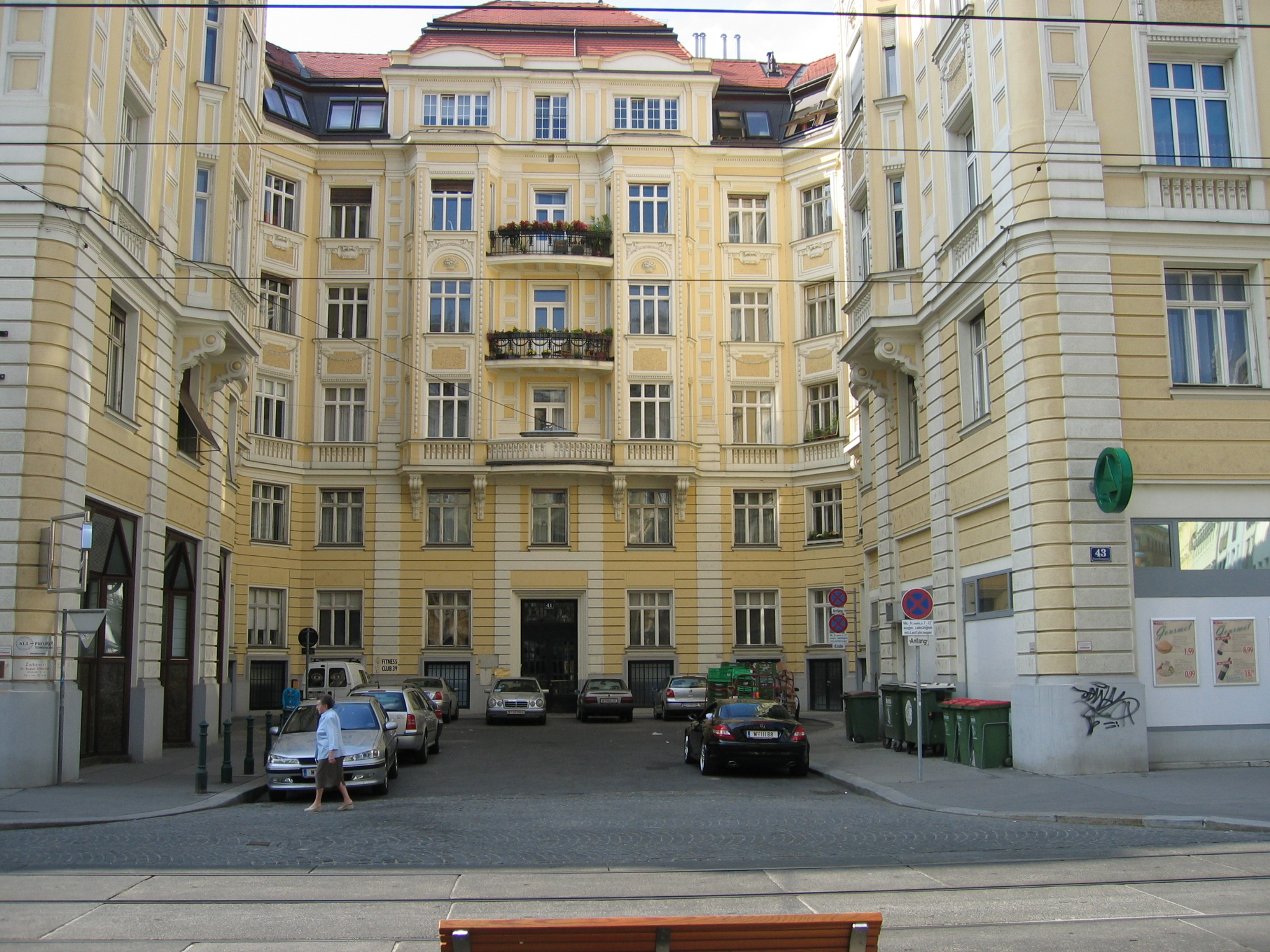
Die linke Hälfte des hufeisenförmigen Hofes zwischen Porzellangasse 39, 41 und 43 diente als 70 Personen fassender Schanigarten des „Café Koralle“

Inserat der „Parteigenossen Hans und Eugen Weigel“ im „Völkischen Beobachter“, dass sie ihr „Kaffee Industrie“ (unter Anspielung auf Hitlers zweiten Regierungssitz) in „Kaffee Berchtesgaden“ umbenannt haben und jüdische Gäste nicht mehr bedienen.

Firmen-Briefkopf: „Kaffee · Restaurant · Berchtesgaden · Koralle“

Der Graphiker und Illustrator Ferdinand Korber (1897–1953), der unter dem Pseudonym „Kóra“ für die kommunistische „Volksstimme“ gezeichnet hat, hat 1945 auch das November-Programm für das „Café Koralle“ gestaltet.

Das „Café Koralle“ in der Porzellangasse 39 wurde 1925, als es noch „Café Industrie“ hieß, von Johann und Gisela Weigel übernommen, bis 1968 als Familienbetrieb geführt und anschließend bis 1978 verpachtet, bevor es als Folge des „Kaffeehaussterbens“ mit 31. Mai 1978 geschlossen wurde.
Das vom Architekten Bruno Buzek, seiner späteren ersten Ehefrau Susi Weigel sowie Franz von Zülow, der in der Porzellangasse 41 sein Atelier hatte, künstlerisch gestaltete „Café Industrie“ bestand aus einem 400 m² großen Ecklokal, das 400 Besuchern Platz bot, einer 250 m² großen Tanz-Bar im Souterrain, die 200 Besucher fassen konnte sowie einer 70 m² großen Sommer-Terrasse („Schanigarten“), die 70 Personen Platz bot, da das in den Jahren 1912/13 von Hugo Manhardt errichtete Haus eine „besondere Bauform des Straßenhofes“ hat: „(zwischen symmetrische Seitentrakte wird ein von der Straßenflucht zurückweichender Bauteil gesetzt, wodurch ein sackgassenförmiger Hof entsteht), dessen historisches Vorbild die Palastfront mit Ehrenhof ist. Diese Verbauung ergab längere Fensterfronten an der (gegenüber der hinteren Hoffront) weitaus begehrteren Straßenseite und damit eine bessere Nutzung des Grundstücks“.
Bruno Buzeks Neugestaltung des Kaffeehauses wurde im Oktober 1935 in der Neuen Freien Presse detailliert besprochen:

„Das Café ‚Industrie‘ in der Porzellangasse ist dank einer völligen Neugestaltung zum Tagesgespräch des Bezirkes geworden. Architekt Bruno Buzek hat durch originelle Ideen eine von der Schablone völlig abweichende Arbeit geleistet, Prächtig die farbenfrohen Tönungen der Wände, die nahezu verschwenderische Beleuchtung, die alle Räume in eine Flut angenehmen Lichtes taucht, und die behaglichen Lederfauteuils. Eine besondere Anlage versorgt alle Räume mit angenehm temperierter Frischluft aus dem großen Luftreservoir des Liechtensteinparks und hält das ganze Lokal völlig zug- und rauchfrei. Den Spielern steht ein großer Billardsalon und zwei Spielzimmer zur Verfügung, in denen ein neues Material für die Wandverkleidung erstmalig Verwendung gefunden hat. Den Wandschmuck besorgte Maler Professor Franz von Zülow in mehreren Gruppen lustiger und farbenfroher Bilder. Als besondere Attraktion des Hauses hat Architekt Buzek die Kongo-Diele geschaffen, wo täglich von 9 Uhr abends bis 4 Uhr früh die Stunden wie im Traume verfliegen. Die ganze Ausstattung mit Wandmalereien von Susi Weigel macht ihren erotischen Vorbildern alle Ehre und liefert bei Musik und Tanz den Rahmen für wirklich vergnügte Unterhaltung, die Jules Carpe mit seiner Kongoband unermüdlich entfacht. Die kürzlich stattgefundene Eröffnung brachte einen durchschlagenden Erfolg und hat bewiesen, dass das Café „Industrie“ ein Heim guter Gesellschaft ist.“

Anlässlich des Anschlusses Österreichs haben die „Parteigenossen Hans und Eugen Weigel“ am 19. März 1938 im „Deutschen Telegraf“ und am 20. März 1938 im „Völkischen Beobachter“ inseriert, dass sie ihr „Kaffee Industrie“ in „Kaffee Berchtesgaden“ umbenannt haben und jüdische Gäste nicht mehr bedienen. Die Anspielung auf „Berchtesgaden“, Hitlers zweiten Regierungssitz, war wie „Parteigenosse“ eine Nazi-Chiffre und erfolgte ohne Not und Zwang aus Verehrung für Adolf Hitler. Allerdings wurde der politisch punzierte Name „Kaffee Berchtesgaden“ ab Herbst 1939 in Inseraten kleingedruckt und im Lauf der Zeit durch das größer gedruckte „Kaffee Koralle“ verdrängt: „Kaffee · Restaurant · Berchtesgaden · Koralle“. Hans Weigel sah nach dem Krieg seinen Fehler ein und begegnete auch seinen jüdischen Mitbürgern, die den Großteil des Kaffeehaus-Publikums bildeten, mit Respekt.
Die „Koralle“ („Charakteristisch waren die schwarz gebeizten Stühle mit roten Gurten und schwarzen Pölstern.“) war den Wienern nicht nur wegen des großen Angebotes an in- und ausländischen Zeitungen und Zeitschriften, den Modeheften sowie der Tanzbar, die zwischen 9 Uhr abends und 4 Uhr früh geöffnet war, ein Begriff, wie sich Meta Menz, die frühere „Mary Wigman“-Mitarbeiterin und spätere Gattin des „Koralle“-Cafétiers Hans Weigel, erinnert hat:

„Junge Leute studierten in der Koralle, Redakteure schrieben ihre Artikel lieber in der Koralle, als im Verlag der „Kleinen Zeitung“ in der Seegasse. Die Gäste konnten sogar auf Wunsch aus dem Kaffeehaus geweckt werden. Der Schriftsteller Leo Perutz war täglicher Gast (sehr heikel in der Farbskala seines Kaffees), zu den Besuchern der Diele gehörten Maria Eis, Werner Krauß, Franz Theodor Csokor, Eugen Roth, Oskar Werner etc. General Lehmann mit seinem täglichen Bekanntenkreis. Mit der klassischen Kapelle von Wilhelm Schild, Viktor Prinz, Emo Weihovsky wurde ein sehr kultiviertes Publikum gewonnen.“

## Familiäres
Gisela Weigel (1875–1953) war die Tochter des Wiener Restaurantbesitzers Johann Hauswirth (1838–1915) und ältere Schwester des 1914 bei der Körting-Katastrophe tödlich verunglückten Hauptmannes Hans Hauswirth (1878–1914). Gemeinsam mit ihrem Mann Johann Weigel (1867–1949) betrieb sie seit 1925 das Wiener „Café Industrie“, das später von ihrem ältesten Sohn Hans Weigel (1902–1978) geführt wurde. Die älteste Tochter Martha Weigel (1903–1986) hat in den 1920er-Jahren bei der Wiener Gesangspädagogin Fritzi Lahr-Goldschmid Gesang studiert und ist 1929 unter anderem im Schubert-Saal des Wiener Konzerthauses aufgetreten, bevor Weltwirtschaftskrise und Weltkrieg sie zur Mitarbeit im Familienbetrieb genötigt haben. Die jüngste Tochter Susi Weigel (1914–1990), die an der Wiener Hochschule für angewandte Kunst und an der Wiener Akademie der bildenden Künste studiert hat, ist heute vor allem durch ihre langjährige Zusammenarbeit mit Mira Lobe, deren Kinderbücher sie illustriert hat, bekannt. Im Jahr 1915 nahm Gisela Weigel ihre Nichte Vera Zahradnik (1908–1991), die seit 1913 Halb- und seit 1915 Vollwaise war, als Pflegetochter in den gemeinsamen Haushalt auf. Zahradnik wurde Meisterschülerin der Tänzerin Grete Wiesenthal und ging in der zweiten Hälfte der 1920er-Jahre zu Mary Wigman nach Dresden und begleitete sie 1932 auf ihrer USA-Tournee. Meta Menz (1906–1990), eine ihrer Kolleginnen bei „Mary Wigman“, hat um 1940 Zahradniks Cousin und Pflegebruder Hans Weigel geheiratet.

## Literarisches Vorkommen

### In Thomas Bernhards Werk
Der Schriftsteller Thomas Bernhard erwähnt in seinem Roman „Der Untergeher“ (1983) die „Koralle“ als Ort, wo die Protagonisten halbe Nächte zugebracht haben. Darüber hinaus nennt Bernhard in seiner Fragment gebliebenen, früheren Fassung der Erzählung „Gehen“ die „Koralle“ als „Cafe Coralle“, welches die Protagonisten der Erzählung zwei Jahre zuvor besucht haben und bei ihrem Gehen eigens aufsuchen, aber doch nicht betreten: „Hier gehen die beiden bis zum Cafe »Coralle« (das damals wirklich existierte: Porzellangasse 39), in dem sie vor zwei Jahren zuletzt gewesen sind und das aufzusuchen sie nicht wagen (woran die Erwägungen zum Gasthaus Obenaus aus der Endfassung anklingen; vgl. GE, 80), weil es sie allzu sehr erschöpfen würde – warum, bleibt unklar. Von der Coralle weg geht es zum Kleiderhaus »Zum Eisenbahner«, vor dem die beiden längere Zeit verharren, um den vis-avis gelegenen Platz vor dem Franz-Josefs-Bahnhof zu beobachten […]. Der Schauplatz ist detailreicher strukturiert und nicht gleichsam auf die Nennung von Verkehrsflächen und Örtlichkeiten reduziert: Etwa wird das Cafe Coralle zwar ebenso wenig wie das Gasthaus Obenaus aus dem Endtext explizit beschrieben, doch wird immerhin so etwas wie eine Szene – durch die Nennung von Elementen dieser Szene –, die eben ein Wiener Kaffeehaus vorstellen lässt, generiert.“

### In autobiografischen und fiktionalen Texten
Das „Café Koralle“ und die „Koralle“-Bar sind in den vergangenen Jahren immer wieder in autobiografischen und fiktionalen Texten erwähnt worden. Beispielsweise  erwähnt der Wiener Buchhändler Georg Fritsch wie er mit dem Schriftsteller Reinhard Priessnitz und  dem Architekten Luigi Blau Mira Lobes Tochter Claudia Lobe in der „Koralle“-Bar besucht hat: „Derart adjustiert sind Reinhard Priessnitz, Luigi Blau und ich in der 'Koralle' angerückt, einer Nachtbar in der Porzellangasse, unter dem gleichnamigen Kaffeehaus, das in den 30er Jahren von Susi Weigel ausgestattet worden ist (ihr Bruder hat es betrieben), wo Claudia Lobe, angehende Schauspielerin in Kleve am Niederrhein, in den Ferien als Barfräulein gewirkt hat.“
Traude Veran erinnert in dem Gedicht „korallen in porzellan“ an das Tanzcafé „Koralle“, das von Susi Weigel mit einigen afrikanischen Strohhütten ausgestattet wurde.